# Lenka (nome)
Lenka  è un nome proprio di persona ceco e slovacco femminile.

## Varianti
- Ungherese: Lenke

## Etimologia
Così come i nomi Lena e Alena, si tratta di una forma ipocoristica tanto di Elena quanto di Maddalena; col tempo ha finito per diventare un nome a sé stante.

## Onomastico
L'onomastico si può festeggiare lo stesso giorno di Elena o Maddalena, cioè generalmente il 18 agosto (Chiesa cattolica), 21 maggio (Chiese ortodosse e luterane) o 19 maggio (altre chiese luterane) in ricordo di sant'Elena in un caso, e il 22 luglio in ricordo di santa Maria Maddalena nell'altro.

## Persone

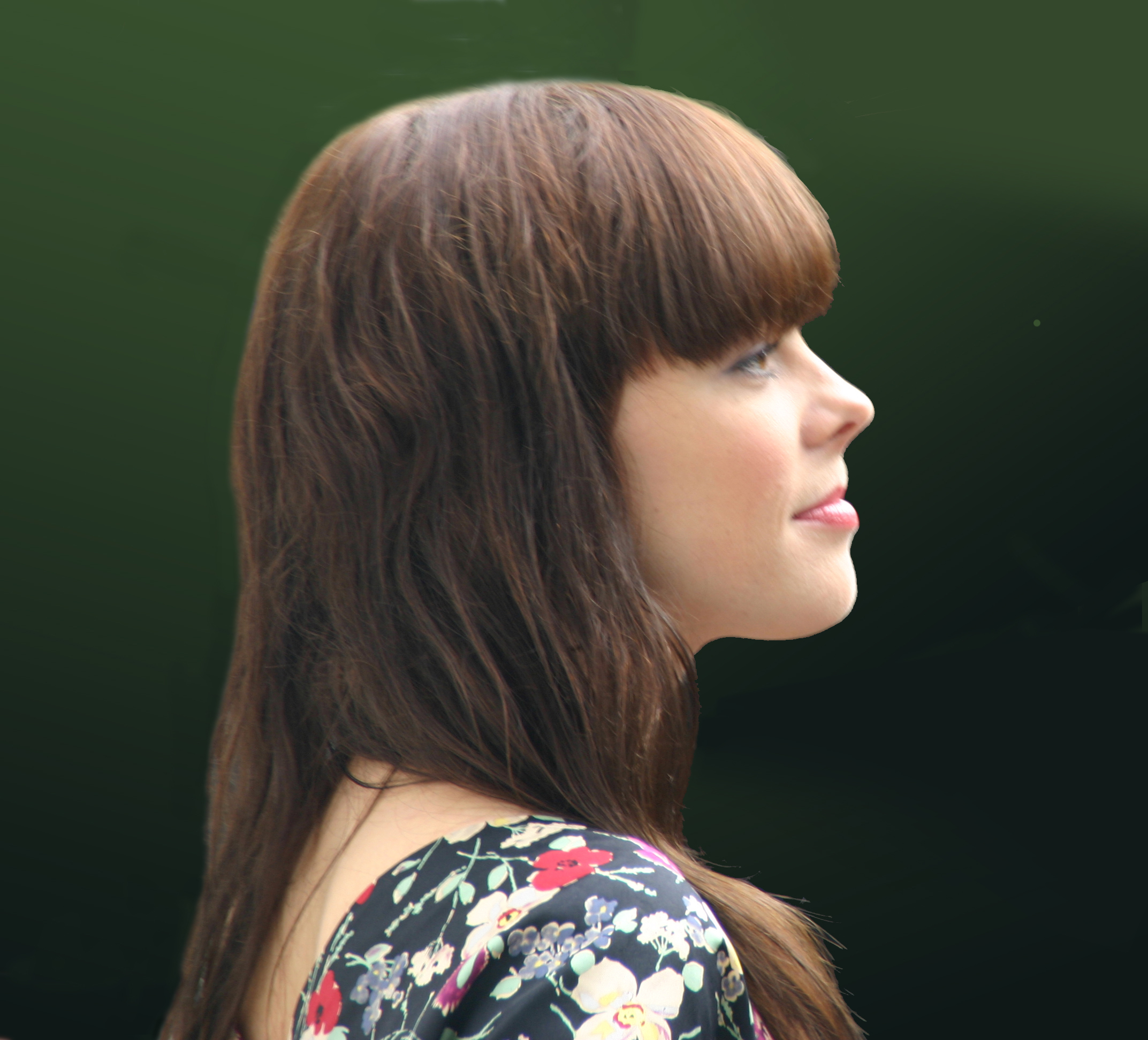
Lenka

- Lenka, cantautrice e attrice australiana
- Lenka Bartáková, cestista ceca
- Lenka Dürr, pallavolista tedesca
- Lenka Kotková, astronoma ceca
- Lenka Nechvátalová, cestista cecoslovacca

### Variante Lenke
- Lenke Jacsó, cestista ungherese

## Il nome nelle arti
- Lenka (macedone Ленка) è una poesia dell'autore macedone Kočo Racin, contenuta nella sua raccolta Albe candide.